# Eduard von Borsody
Eduard von Borsody (* 13. Juni 1898 in Wien, Österreich-Ungarn; † 1. Jänner 1970 ebenda) war ein österreichischer Kameramann, Filmeditor, Filmregisseur und Drehbuchautor ungarischer Herkunft.

## Leben und Arbeit
Eduard von Borsody war der Sohn des k. u. k. Hofbeamten Julius von Borsody und dessen Frau Karoline geborene Weber sowie Bruder des späteren Filmarchitekten Julius von Borsody. Nach dem Abitur an der Militär-Realschule besuchte er die k.u.k. Technische Militärakademie. Von 1916 bis 1918 diente er als Offizier.
1919 begann er beim Film als Kameraassistent von Willy Winterstein, 1921 führte er erstmals selbstständig die Kamera beim Märchenfilm Das tapfere Schneiderlein. Zu seinen ersten Arbeiten zählten drei Filme, die Mihály Kertész für die Wiener Sascha-Film inszenierte: die Schnitzler-Verfilmung „Der junge Medardus“ (1923), der Liebesfilm „Fiaker Nr. 13“ und der Künstlerfilm „Der goldene Schmetterling“ (beide 1926). Später arbeitete er mit so unterschiedlichen Regisseuren wie Carl Wilhelm, Ernő Metzner, Gustav Ucicky und Max Nosseck zusammen.
Nach der Umstellung auf den Tonfilm engagierte ihn die Ufa als Schnittmeister. Eduard von Borsody arbeitete weiterhin häufig unter Ucickys Regie und schnitt für ihn u. a. die NS-Propagandafilme „Morgenrot“ und „Flüchtlinge“. Nach ersten Erfahrungen als Regieassistent – ebenfalls bei Ucicky – und einer Reihe von Kurzfilmen inszenierte und produzierte er 1937 für die Ufa seinen ersten eigenen Spielfilm: „Brillanten“. Die Hauptrollen in diesem Kriminalfilm spielten Hans Olden, Viktor Staal und Hansi Knoteck. Im selben Jahr begann er das Science-Fiction-Filmprojekt „Weltraumschiff 18“, das später aufgrund des Krieges abgebrochen wurde. Auch die nächsten Filme gehörten den aktionsbetonten Genres an. „Kautschuk“ (1938), mit René Deltgen, Gustav Diessl und Vera von Langen, war ein Abenteuerfilm, der die Geschichte des Engländers Henry Wickham erzählt, der 1876 Kautschuksamen nach England schmuggelte, um das brasilianische Monopol zu brechen. Der Film erhielt das Prädikat „Staatspolitisch und künstlerisch wertvoll“. „Sensationsprozeß Casilla“ (1939), mit Heinrich George, Jutta Freybe und Albert Hehn, handelt von einer Kindesentführung. Mit „Kongo-Express“ (ebenfalls 1939) inszenierte Eduard von Borsody erneut einen Abenteuerfilm in tropischen Kulissen, der an den Erfolg von „Kautschuk“ anzuknüpfen versuchte. Die Hauptrollen spielten Willy Birgel, Marianne Hoppe und wieder René Deltgen. Und auch dieses Mal wurde der Filmarchitekt Anton Weber als Spezialist für eher komplizierte Aufgaben hinzugezogen.
Als nach dem Beginn des Zweiten Weltkrieges heitere Filme gefragt waren, die die schönen Seiten des Lebens zeigten, inszenierte Eduard von Borsody den Liebes- und Musikfilm „Wunschkonzert“, der einer der erfolgreichsten Filme der gesamten NS-Zeit wurde. Ilse Werner spielt darin eine junge Berlinerin, die den Kontakt zu ihrem Bräutigam (Carl Raddatz) verliert, der in geheimer Mission nach Spanien beordert wurde. Später treffen sich beide wieder und heiraten. Der Film erhielt die Prädikate „Staatspolitisch wertvoll“, „Künstlerisch wertvoll“, „Volkstümlich wertvoll“ und „Jugendwert“ und spielte an den Kinokassen 7,6 Millionen Reichsmark ein. Borsodys letzter vor Kriegsende abgedrehter Film, die Gottfried-Keller-Adaption „Jugendliebe“, mit Rose Marten und John Pauls-Harding, fiel der Zensur zum Opfer und konnte erst 1947 uraufgeführt werden.
Nach dem Ende des Zweiten Weltkrieges konnte Eduard von Borsody seine Karriere trotz der beiden Propagandafilme problemlos fortsetzen, während Hauptdarstellerin Werner zeitweise ein Berufsverbot erhielt. Auf eine Reihe von Heimatfilmen folgten 1956 seine beiden bekanntesten Nachkriegsfilme: die Liebeskomödie „Dany, bitte schreiben Sie“, mit Sonja Ziemann und Rudolf Prack, und der Kolportagefilm „Liane, das Mädchen aus dem Urwald“, mit dem Eduard von Borsody zum Exotikgenre zurückkehrte. Sein folgender Film, „Skandal um Dodo“ (1958), ist nur deshalb bemerkenswert, weil dies einer der ersten deutschsprachigen Nachkriegsfilme mit einer schwarzen Hauptdarstellerin war.

## Privates
Eduard von Borsody war mit Maria Hochreiter verheiratet. Er ist der Vater des Schauspielers Hans von Borsody sowie der Großvater der Schauspielerinnen Suzanne von Borsody und Cosima von Borsody. Er starb Anfang Jänner 1970 im Alter von 71 Jahren in seiner Geburtsstadt Wien und wurde auf dem Hietzinger Friedhof (60-30-17) in Wien beigesetzt.

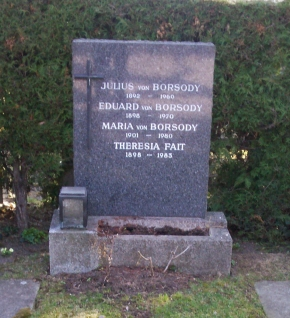
Grabstätte Eduard von Borsody

## Auszeichnungen
- 1968: Ehrenmedaille der Bundeshauptstadt Wien
- 1968: Fernsehpreis der Österreichischen Erwachsenenbildung für Auf den Spuren von Joseph Roth

## Filmografie

### Stummfilme
Kamera, wenn nicht anders angegeben:
- 1921: Frau Dorothys Bekenntnis
- 1923: Namenlos
- 1923: Der junge Medardus
- 1925: Die vertauschte Braut (Regie: Carl Wilhelm)
- 1925: Liebesgeschichten
- 1925: Der Bastard
- 1926: Die Mühle von Sanssouci – Kameraassistenz
- 1926: Fiaker Nr. 13 – Kamera mit Gustav Ucicky
- 1926: Dürfen wir schweigen?
- 1926: Die dritte Eskadron (Regie: Carl Wilhelm)
- 1926: Der goldene Schmetterling
- 1927: Die Pratermizzi (Regie: Karl Leiter, Gustav Ucicky)
- 1927: Tingel-Tangel (Regie: Gustav Ucicky)
- 1927: Höhere Töchter
- 1928: Polizeibericht Überfall
- 1928: Es zogen drei Burschen (Regie: Carl Wilhelm)
- 1928: Der Fall des Staatsanwalts M …
- 1929: Die verschwundene Frau
- 1929: Die Dame auf der Banknote
- 1929: Der Ruf des Nordens
- 1930: Liebeskleeblatt
- 1930: Die Jugendgeliebte
- 1930: Rivalen im Weltrekord
- 1930: Der Tanz ins Glück

### Tonfilme bis 1945
- 1931: Yorck – Regieassistenz, Schnitt
- 1932: Zwei Herzen und ein Schlag – Schnitt
- 1932: Das schöne Abenteuer (Reinhold Schünzel) – Schnitt
- 1932: La belle aventure (Reinhold Schünzel) – Schnitt
- 1933: Morgenrot – Schnitt
- 1933: Flüchtlinge – Regieassistenz, Schnitt
- 1934: Der junge Baron Neuhaus – Schnitt
- 1935: Frischer Wind aus Kanada (Erich Holder, Heinz Kentner) – Schnitt
- 1935: Das Mädchen Johanna – Regieassistenz, Schnitt
- 1935: Schnitzel fliegt (Kurz-Spielfilm) – Regie, Drehbuch
- 1936: Die letzten Vier von Santa Cruz (Werner Klingler) – Schnitt
- 1936: Savoy-Hotel 217 – Schnitt
- 1936: Was ein Häkchen werden will (Kurz-Spielfilm) – Regie
- 1936: Stradivaris Schülergeige (Kurz-Spielfilm) – Regie
- 1936: Rosen und Liebe (Kurz-Spielfilm) – Regie
- 1936: Stadt Anatol – (Regieassistenz, Schnitt)
- 1936: Patentkunstschloss (Kurz-Spielfilm) – Regie
- 1936: In 40 Minuten (Kurz-Spielfilm) – Regie
- 1936: Die Hochzeitsreise (Kurz-Spielfilm) – Regie
- 1936: Früh übt sich (Kurz-Spielfilm) – Regie
- 1936: Du bist so schön, Berlinerin (Kurz-Spielfilm) – Regie
- 1937: Der Mann, der Sherlock Holmes war – Regieassistenz
- 1937: Jürgens riecht Lunte (Kurz-Spielfilm) – Regie, Drehbuch
- 1937: Brillanten – Regie
- 1937: Die Bombenidee (Kurz-Spielfilm) – Regie
- 1938: Kautschuk – Regie, Drehbuch
- 1939: Sensationsprozess Casilla – Regie
- 1939: Kongo-Express – Regie, Drehbuch
- 1939: Weltraumschiff 18 – Regie
- 1940: Wunschkonzert – Regie, Drehbuch
- 1942: Wen die Götter lieben – Drehbuch
- 1943/47: Jugendliebe – Regie
- 1944/50: Die Kreuzlschreiber – Regie, Drehbuch

### Nachkriegsfilme
- 1948: Die Frau am Weg – Regie, Drehbuch
- 1948: Arlberg-Express – Regie
- 1949: Bergwasser (Weißes Gold) – Regie, Drehbuch
- 1950: Hochzeit mit Erika – Regie, Drehbuch
- 1950: Das vierte Gebot – Regie, Drehbuch
- 1950: Sensation im Savoy – Regie
- 1951: Rausch einer Nacht – Regie
- 1952: Verlorene Melodie – Regie, Drehbuch
- 1952: Ich hab’ mich so an dich gewöhnt – Regie, Drehbuch
- 1952: Die Wirtin von Maria Wörth – Regie, Drehbuch
- 1953: Ich und meine Frau – Regie, Drehbuch
- 1953: Hab’ ich nur Deine Liebe – Regie
- 1954: Maxie – Regie, Drehbuch
- 1955: Der Major und die Stiere – Regie
- 1956: Geliebte Corinna – Regie
- 1956: Dany, bitte schreiben Sie – Regie, Drehbuch
- 1956: Liane, das Mädchen aus dem Urwald – Regie
- 1958: Skandal um Dodo – Regie
- 1959: Der Schäfer vom Trutzberg – Regie
- 1959: Traumrevue – Regie
- 1959: Wenn die Glocken hell erklingen – Regie, Drehbuch
- 1961: Liane, die Tochter des Dschungels – Regie (ungenannt)
- 1962: Romanze in Venedig – Regie, Drehbuch
- 1963: Sturm am Wilden Kaiser (Bergwind) – Regie, Drehbuch